# جيريمي نجيتاب

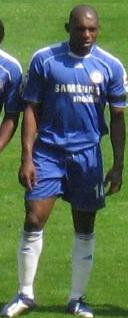
جيرمي

جيرمي سوريلي نجيتاب فوتسو (بالإنجليزية: Geremi)‏، من مواليد 20 ديسمبر 1978 في بوفوسام في الكاميرون، لاعب كرة قدم كاميروني معتزل.
بدأ مسيرته الكروية مع نادي بوفوسام في موسم 1995/1996، وفي عام 1997 انتقل إلى نادي سيرو بورتينو البارغوياني، ولعب معهم 6 مباريات، وفي عام 1997 انتقل إلى نادي غينسيلربيرليجي التركي، ولعب معهم حتى عام 1999، وشارك معهم في 57 مباراة وسجل 9 أهداف، وفي عام 1999 انتقل إلى نادي ريال مدريد الإسباني، ولعب معهم حتى عام 2003، وشارك معهم في 45 مباراة، وفي موسم 2002/2003 أعير إلى نادي ميدلزبرة الإنجليزي، ولعب معهم 33 مباراة وسجل 7 أهداف، ومنذ عام 2003 لعب مع نادي تشيلسي الإنجليزي. ولعب لصالح نادي نيوكاسل يونايتد الإنجليزي. واعتزل كرة القدم عام 2012.
و قد بدأ باللعب مع منتخب الكاميرون لكرة القدم منذ عام 1996.

## مسيرته الكروية
لعب جيريمي نجيتاب خلال مسيرته الاحترافية مع 9 أندية في ثمانية عشر موسمًا وسجل خلالها 29 هدفًا ضمن 312 مباراة. حيث فاز في موسمين بالكأس وفي أربعة مواسم بالدوري.
خاض جيريمي نجيتاب مسيرته مع ريسينغ دي بافوسام ‏ في عامي 1995-1997 ولمدة موسمين، مشاركًا في 28 مباراة سجل خلالها 5 أهداف. ثم انتقل إلى نادي سيرو بورتينيو ما بين عامي 1997 و1998 لمدة موسم واحد، حيث شارك في 6 مباريات ولم يسجل أي هدف. لينتقل بعدها إلى نادي غنتشلربيرليغي في موسم 1997–98 ولمدة موسمين، مشاركًا في 57 مباراة سجل خلالها 9 أهداف. ثم انتقل إلى نادي ريال مدريد في موسم 1999–00 واستمر معه طيلة ثلاثة مواسم، مشاركًا في 45 مباراة ولم يسجل أي هدف. هذا وانتقل لاحقًا إلى نادي ميدلزبره في موسم 2002–03 لمدة موسم واحد، مشاركًا في 33 مباراة سجل خلالها 7 أهداف. ثم انتقل بعدها إلى نادي تشيلسي في موسم 2003–04 ليلعب معه أربعة مواسم، مشاركًا في 72 مباراة سجل خلالها 4 أهداف. ليعود وينتقل من جديد، لكن هذه المرة إلى نادي نيوكاسل يونايتد في موسم 2007–08 واستمر معه طيلة ثلاثة مواسم، مشاركًا في 49 مباراة سجل خلالها هدفين. لينتقل بعدها إلى نادي أنقرة غوجو في موسم 2009–10 لمدة موسم واحد، مشاركًا في 12 مباراة سجل خلالها هدفين أيضًا. ثم لعب في نادي لاريسا في موسم 2010–11 لمدة موسم واحد، مشاركًا في 10 مباريات ولم يسجل أي هدف.

## روابط خارجية
- جيريمي نجيتاب على موقع الاتحاد الدولي (مؤرشف)  (الإنجليزية)
- جيريمي نجيتاب على موقع الاتحاد الأوربي (الإنجليزية)
- جيريمي نجيتاب على موقع اتحاد تركيا (لاعب) (الإنجليزية)
- جيريمي نجيتاب على موقع قاعدة بيانات كرة القدم.إي يو (الإنجليزية)
- جيريمي نجيتاب على موقع ناشيونال فوتبول تيمز (الإنجليزية)
- جيريمي نجيتاب على موقع Soccerbase.com (لاعب) (الإنجليزية)
- جيريمي نجيتاب على موقع عالم كرة القدم.نت (الإنجليزية)
- جيريمي نجيتاب على موقع أوليمبيديا (الإنجليزية)